# Bogusław Nowak (żużlowiec)
Bogusław Nowak (ur. 29 stycznia 1952, zm. 10 lipca 2024 w Gorzowie Wielkopolskim) – polski żużlowiec i trener sportu żużlowego.

## Życiorys
Licencję żużlową zdobył w 1969 roku. Do 1984 roku reprezentował barwy Stali Gorzów Wielkopolski, odnosząc szereg sukcesów w postaci zdobycia 12 medali Drużynowych Mistrzostw Polski (złote – 1973, 1975, 1976, 1977, 1978, 1983; srebrne – 1971, 1974, 1979, 1981, 1984 i brązowy – 1982) oraz 5 medali Mistrzostw Polski Par Klubowych (złote – 1975, 1977; srebrny – 1984, brązowe – 1982, 1983). W latach 1985–1988 startował jako jeżdżący trener w Unii Tarnów.
W 1977 roku zdobył we Wrocławiu tytuł Drużynowego Wicemistrza Świata. Kilkukrotnie startował w eliminacjach Indywidualnych Mistrzostw Świata, dwukrotnie awansując do finałów kontynentalnych (Leningrad 1975 – XIII m., Togliatti 1977 – VIII m.).
Do największych indywidualnych sukcesów Bogusława Nowaka należało zdobycie:
- złotego (Gorzów Wielkopolski 1977) i brązowego (Rybnik 1973) medalu Indywidualnych Mistrzostw Polski,
- dwukrotnie III m. w turnieju o „Złoty Kask” (1975, 1977),
- II m. w turnieju o „Srebrny Kask” (1973),
- I m. w Memoriale Alfreda Smoczyka (Leszno 1977),
- dwukrotnie I m. (1977, 1979) oraz III m. (1984) w Memoriałach im. Bronisława Idzikowskiego i Marka Czernego (Częstochowa),
- III m. w turnieju o Łańcuch Herbowy Miasta Ostrowa Wielkopolskiego (Ostrów Wielkopolski 1983),
- III m. w Memoriale im. Eugeniusza Nazimka (Rzeszów 1986).

Bogatą sportową karierę zakończył wypadek, któremu uległ w Rybniku 4 maja 1988 podczas finału Mistrzostw Polski Par Klubowych, w wyniku którego doznał m.in. złamania kręgosłupa (do końca życia poruszał się za pomocą wózka inwalidzkiego). Przeszedł skomplikowaną operację w Wojewódzkim Szpitalu Chirurgii Urazowej w Piekarach Śląskich. Po długim okresie rehabilitacji powrócił do sportu, szkoląc najpierw w Tarnowie, a następnie w Gorzowie młodych adeptów żużla. Był pierwszym trenerem 4-krotnego Indywidualnego Mistrza Świata Bartosza Zmarzlika.
Od 2007 roku prowadził „Fundację Bogusława Nowaka” zajmującą się m.in. pomocą ofiarom wypadków drogowych i sportowcom sportów motorowych. Fundacja regularnie organizowała turnusy rehabilitacyjne dla weteranów żużla.
Zmarł 10 lipca 2024 r. Został pochowany na Cmentarzu Komunalnym w Gorzowie Wielkopolskim. 

## Nagrody
Za swoją życiową postawę otrzymał wiele nagród, m.in. „Zwycięzca za metą”, „Człowiek Roku Wśród Osób Niepełnosprawnych” oraz w 2001 medal Kalos Kagathos. Odznaczony m.in. Złotym Krzyżem Zasługi i brązową odznaką Za Zasługi dla Sportu. Został także uhonorowany tytułem „Wybitny Reprezentant Stali Gorzów” oraz tablicą w Alei Sław Stali Gorzów na koronie Stadionu im. Edwarda Jancarza.